# Парасковіївка (зупинний пункт)
Параско́віївка — пасажирський залізничний зупинний пункт Сумської дирекції Південної залізниці на електрифікованій лінії Люботин-Західний — Полтава-Південна між станціями Свинківка (2 км) та Божків (7 км). Розташований поблизу села Вільховий Ріг Полтавського району Полтавської області. 

## Пасажирське сполучення
На платформі Парасковіївка зупиняються приміські електропоїзди напрямку Ромодан / Полтава-Південна — Огульці.